# Árvai Péter (színművész)
Árvai Péter (Nagyatád, 1989. február 16. –) színész, főként alternatív társulatokban játszik.

## Élete és pályafutása
1997-től a győri Szabadhegyi Közoktatási Központban, 2009–10-ben a Kaposvári Egyetem színművész szakán, ezt követően a budapesti Keleti István Művészeti Intézetben tanult. 2012 és ’14 között az ELTE bölcsészkarán volt történészhallgató.
2010-ben kezdett játszani a Bárka Színházban, szerepelt a MU Színházban, de főként alternatív társulatok (Föld Színház, Fejlesztés Alatt Q [FAQ] Színház, Trainingsport Társulat, Kerekasztal Színházi Nevelési Társulat) előadásaiban látható.
Szerepelt az RTL Klub tv-adó Éjjel-Nappal Budapest című sorozatában.
A színházi munka mellett „polgári állásokból” tartja el magát.

## Szerepei
- Borisz Akunyin: Sirály — Konsztantyin Gavrilovics Trepljov
- Howard Barkery: Victory — Katona; Szolga
- Ray Bradbury: Fahrenheit 451 — Black
- Bertolt Brecht–FAQ Társulat: Dominó — színész
- Georg Büchner–FAQ Társulat: Leonce és Léna — Valerio
- Sven Delblanc: Álarcosbál — Carl M Tigerstedt
- Garaczi László: Ovibrader — Bácskai; Orvos
- Papp Gábor: Eszter hangja — Tamás
- Tasnádi István: A harmadik hullám — Lóci